# سد مازویکادی
سد مازویکادی (به لاتین: Mazvikadei Dam) یک سد در زیمبابوه است که در Banket, Zimbabwe واقع شده‌است.